# Johann Watterich
Johann Matthias Watterich (ur. 21 grudnia 1826 w Trewirze; zm. 10 stycznia 1904 w klasztorze w Beuron) – niemiecki teolog katolicki i historyk.

## Życiorys
Johann Watterich urodził się w Trewirze, w rodzinie handlarza materiałami skórzanymi Johanna Watterich i Christiany z d. Schneider. Ukończył gimnazjum i zdał maturę w Trewirze. Następnie w miejscowym seminarium rozpoczął studia teologiczne, potem na Uniwersytecie w Bonn studiował historię i literaturę. W 1849 roku przyjął święcenia kapłańskie. 15 marca 1853 roku otrzymał stopień naukowy doktora na Uniwersytecie w Münster, po obronie pracy doktorskiej na temat szlacheckiego pochodzenia Niemców. Pracę habilitacyjną napisał na temat powstania państwa Krzyżackiego. W listopadzie 1855 otrzymał stanowisko profesora historii ogólnej i literatury w Liceum Hosianum w Braniewie. Wykładać w Braniewie historię rozpoczął od Wielkanocy w 1856 roku. Z końcem roku 1857, otrzymawszy zezwolenie od króla, wyjechał na rok do Rzymu, ażeby tam prowadzić badania naukowe. Wyniki swoich prac badawczych zawarł w dziele Vitae Pontificum. Za wyniki tych prac został uhonorowany w 1861, z okazji obchodów 50-lecia powstania Uniwersytetu Wrocławskiego, tytułem doktora honoris causa przez wydział teologii katolickiej tej uczelni. Ten tytuł nie został jednak uznany przez Kościół. W 1862 roku otrzymał katedrę w braniewskim Liceum Hosianum. Na Wielkanoc 1863 złożył swój urząd w Braniewie, aby objąć parafię Andernach nad Renem, aby tam kontynuować posługę jako kapłan. W 1870 roku pracował jako bibliotekarz na Uniwersytecie w Münster. W latach 1871–1882 sprawował posługę duszpasterską podczas wojny francusko-pruskiej, najpierw jako kapelan w Thionville. Po tym jak doznał udaru mózgu, spędził resztę swojego życia odludkiem w klasztorze Beuron, gdzie zmarł.